# Comuna Subotivka, Moghilău
Subotivka (în ucraineană Суботівка) este o comună în raionul Moghilău, regiunea Vinnița, Ucraina, formată din satele Sadkivți și Subotivka (reședința).

## Demografie
Componența lingvistică a satului Subotivka
     Ucraineană (96,91%)
     Rusă (2,13%)
     Alte limbi (0,97%)
Conform recensământului din 2001, majoritatea populației satului Subotivka era vorbitoare de ucraineană (96,91%), existând în minoritate și vorbitori de rusă (2,13%).